# サン・ファン・バウティスタ号

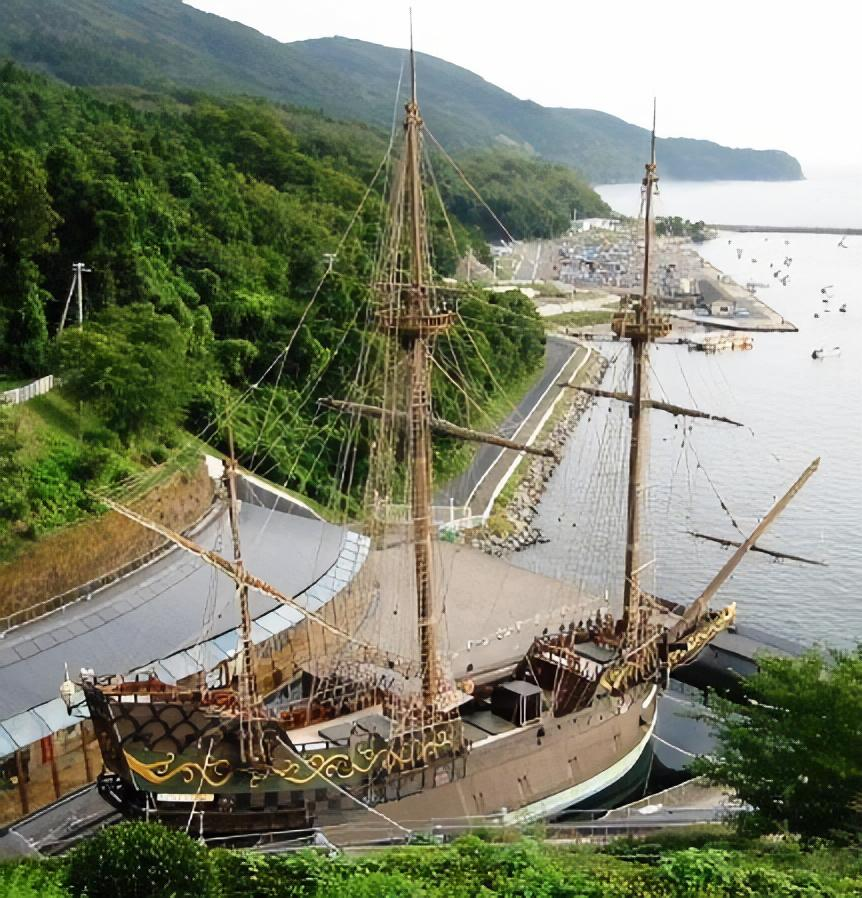
サン・ファン・バウティスタ号（復元）

サン・ファン・バウティスタ号（西: San Juan Bautista）は、江戸時代初期に仙台藩で建造されたガレオン船である。
仙台からスペイン（イスパニア）やローマへ赴いたルイス・ソテロ、支倉常長ら慶長遣欧使節の渡航の中で、太平洋の横断に使用された。
船名は「洗礼者・聖ヨハネ」の意で、スペイン側の史料に出てくるものである。仙台藩の史料においては単に黒船と記述があり、固有の和名があったかどうかは不明である。

## 建造から船出まで

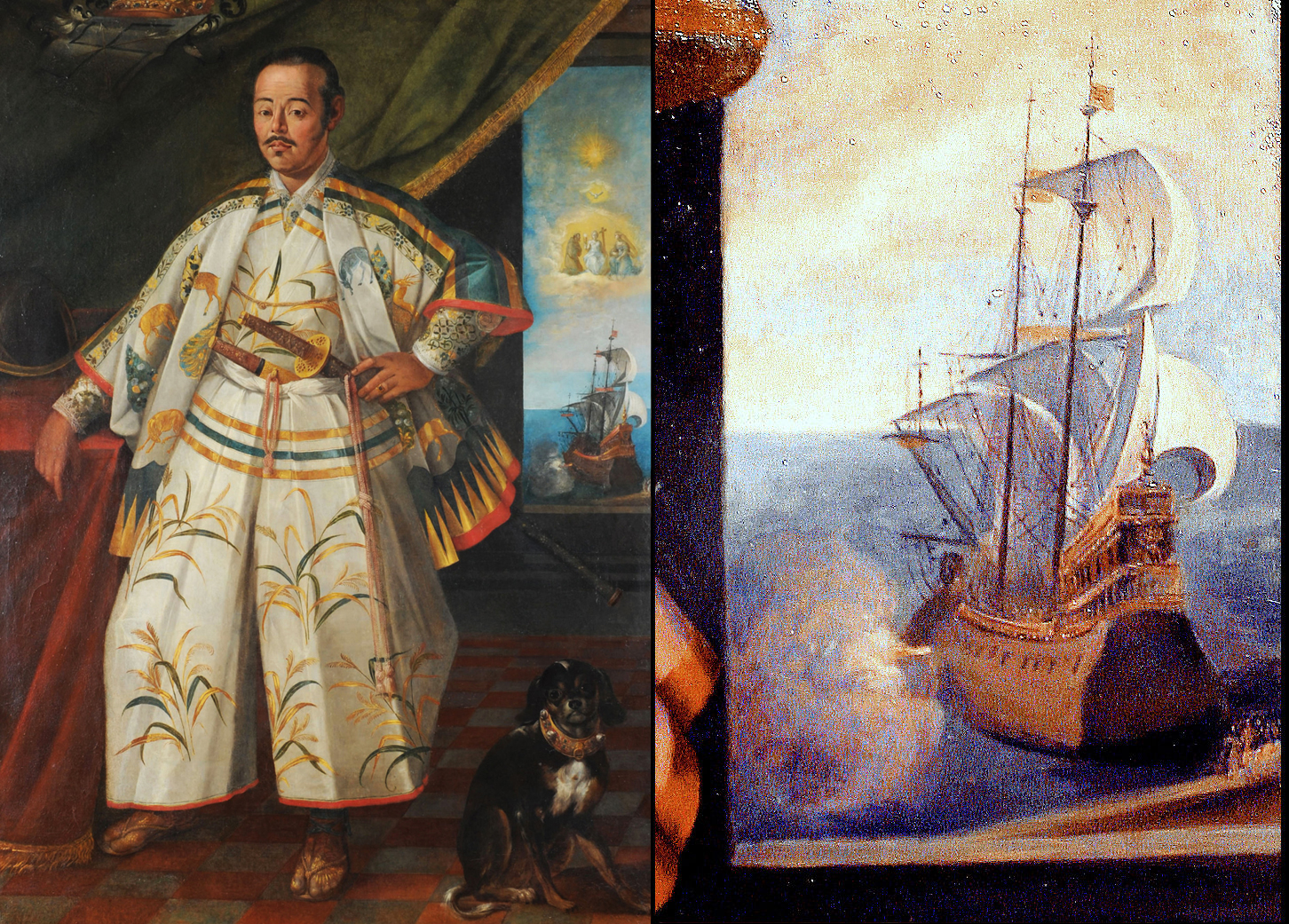
サン・ファン・バウティスタ号は1617年、ローマの支倉常長と共に描かれている；Claude Deruet画
ガレオン船の帆の先端に、支倉の旗（オレンジ色の旗に赤い鉤十字）が見える

仙台藩の藩祖である伊達政宗は、江戸時代の慶長年間に、スペインの宣教師ルイス・ソテロや家臣の支倉常長を使節としてスペインおよびローマへ派遣した。これが慶長遣欧使節である。使節は、外国との貿易を実現するための交渉を目的としていた。慶長遣欧使節が日本を出発したのは1613年10月（慶長18年9月）だが、これ以前の1611年（慶長16年）には海外貿易や造船の構想がすでにあったらしい。
この計画のために建造されたのがサン・ファン・バウティスタ号である。この船は仙台藩が所有するものだったが、スペインの技術で建造された。建造に当たっては、仙台藩とスペイン人のセバスティアン・ビスカイノの間で契約が結ばれた。ビスカイノはスペイン大使として日本を訪れ、政宗の知己も得ていたが、日本からの帰路で乗っていたサンフランシスコ号が大破し、帰国できないでいた。仙台藩とビスカイノの間で交わされた契約の内容は、政宗が造船の費用や船員の俸給を負担すること、ビスカイノが船の指揮を取ること、ビスカイノの商品の積み込みを許すこと、などである。仙台藩の船奉行として秋保頼重（刑部）と河東田親顕（縫殿）が造船に携わり、幕府の船奉行向井忠勝（将監）もこれに協力した。また、船の建材については気仙郡、磐井郡、江刺郡、本吉郡から調達された。慶長遣欧使節に同行したシピオーネ・アマチによれば、船の建造には大工800人、鍛冶700人、雑役3,000人が関わり、45日を要したという。
造船地と出航地については、史料『政宗君記録引証記』に収められている真山正兵衛の「真山記」に「遠島月浦」とあることから、牡鹿郡月浦がサン・ファン・バウティスタ号の建造地であり、出帆地であると見られている。この他にも、伝承や史料の読み替えにより、現在の宮城県石巻市雄勝町雄勝呉壺を造船地および出航地とする見解もあるが、この見解は牡鹿郡月浦を覆すほどの精度を持ち合わせていないと考えられている。

## 航海

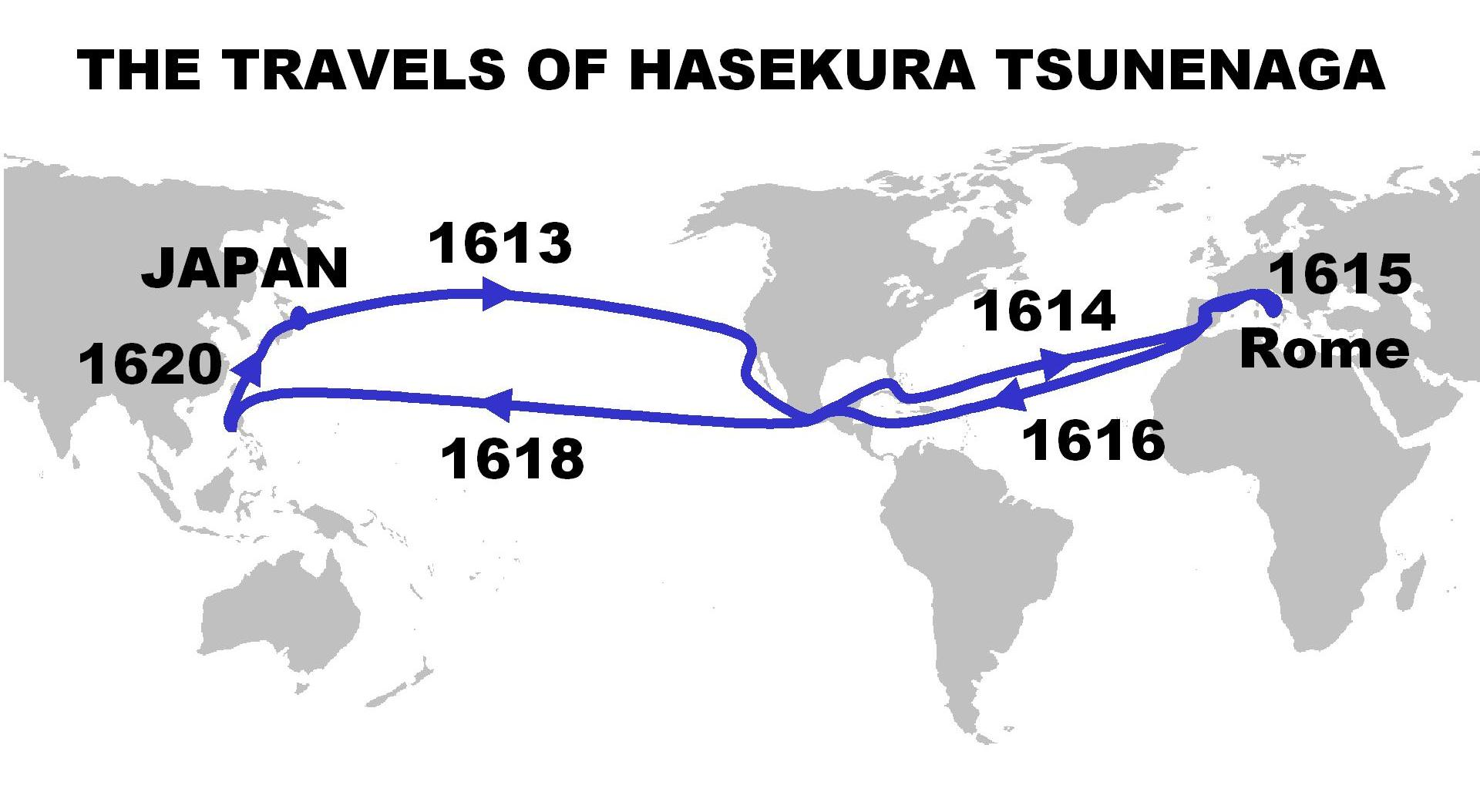
支倉常長の旅路と年号。このうち太平洋の往復航路がサン・ファン・バウティスタ号によるもの。

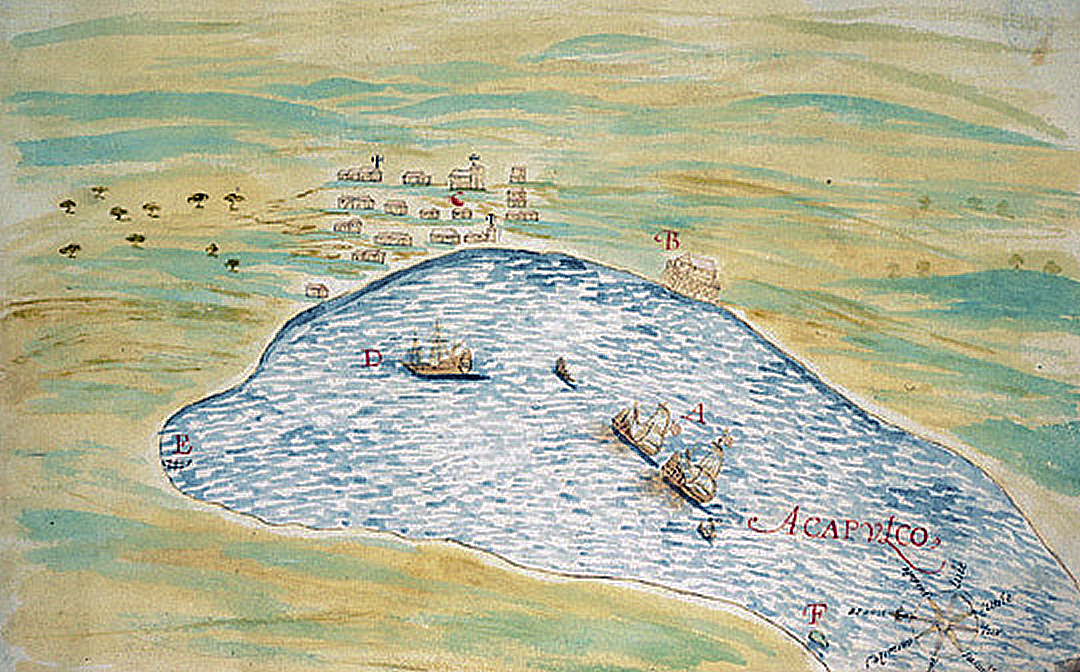
スペインで1632年に刊行された本のアカプルコ湾に、日本の船が描かれており（図中のDの船）、1614年-1615年に停泊していたサン・ファン・バウティスタ号でないかと見られている。

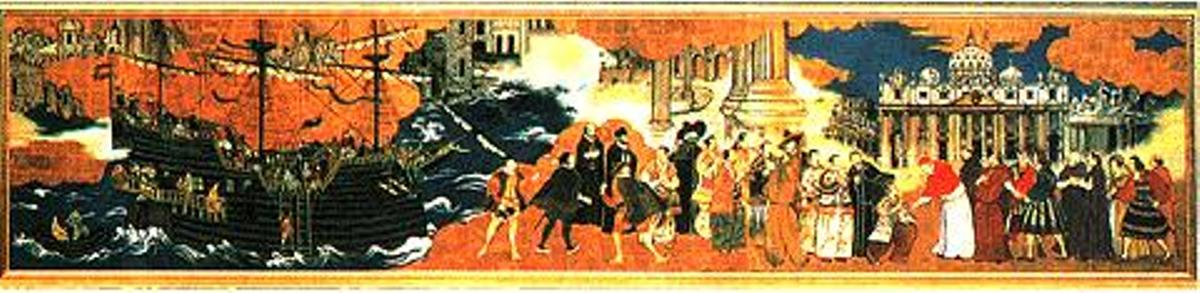
支倉常長がローマ教皇に謁見したときの絵。サン・ファン・バウティスタ号が左側に描かれている。

### 第一回航海
1613年10月28日（慶長18年9月15日）、サン・ファン・バウティスタ号は当時ノビスパン（新イスパニア）と呼ばれていたメキシコのアカプルコを目指して、月浦から出航した。『伊達治家記録』には、船の乗員は180名余りで、これに加えて商人がいたと記されている。使節団員で名前が出てくるのが支倉常長を含めて12名で、これとは別に向井忠勝配下の幕府関係者10名ほど、南蛮人40名ほどが船に乗っていたという。また、日本以外の記録によれば、ノビスパンで洗礼を受けた日本人は78名で、常長と共にヨーロッパに渡った随員は40名ほどだったとされる。
航海にはアンドレス・デ・ウルダネータが1565年に開拓しマニラ・ガレオンが用いていたウルダネータの航路が使われた。サンフランシスコ号乗組員だった船長ベニト・デ・パラシオ、水先案内人ロレンソ・パスケスらのイスパニア人航海士や水夫が操船を行い、日本人水夫等はその下働きで操船術を体験した。船は北太平洋海流に乗って東進し、12月26日に北アメリカのメンドシノ岬（北緯40度26分サンフランシスコの北方300キロメートル）を視認し、ここからカリフォルニア海流に乗って南下し、1614年1月25日（慶長18年12月16日）、3ヶ月の航海でアカプルコに到着した。当時はパナマ運河がないため、支倉とソテロは陸路でメキシコ市を経由して大西洋側に移動して別船にてヨーロッパへ向かった。
サン・ファン・バウティスタ号の到来はスペイン側に歓迎されたわけではなかった。これについてソテロは、日本とノビスパンの直接貿易が行われた場合、ルソン（フィリピン）で活動しているスペイン商人の独占的権益が脅かされるから、日本人使節団は歓迎されなかったとする。サン・ファン・バウティスタ号は許可なく入港したことを理由に長い間、抑留された。日本側は日本への帰港を強く要請し、ノビスパンはこれを1614年12月に認めたが、日本人には航海に関わらないよう求め、スペイン人乗組員には必ずルソン経由でノビスパンに戻るように厳命し、もし違反した場合は死刑に処すとも宣告した。こうした経過を経て、サン・ファン・バウティスタ号は1615年4月（慶長20年4月）に、スペイン国王使節として贈答品を携えたディエゴ・デ・サンタ・カタリーナ神父やサンフランシスコ派修道士らを乗せて出港した。船はマニラ・ガレオンが用いていた北赤道海流に乗ってフィリピン東方に達し、ここから黒潮に乗って北上して1615年8月15日（慶長20年閏6月21日）に3ヶ月半の航海で浦賀に到着した。

### 第二回航海
1616年9月30日（元和2年6月20日）、ルイス・ソテロの要求でサン・ファン・バウティスタ号は再びアカプルコを目指し浦賀を出航した。仙台藩の横澤吉久（将監）や、カタリーナ神父らスペイン人10人、向井忠勝派遣の船頭ら日本人200人が同乗した。その航海中に悪天候で船頭を含む約100名の水夫が亡くなった。船は1617年2月23日（元和3年1月18日）にカリフォルニアのロス・モリネスに到着し、その後、アカプルコへ航行した。この頃、日本とスペインの関係は冷え切っており、前回と同様にサン・ファン・バウティスタ号の再来は歓迎されなかった。また、悪天候による船の損傷を修理する必要が生じた。
ヨーロッパから戻ったソテロと支倉は日本へ帰る為にメキシコで再会し、彼らを乗せたサン・ファン・バウティスタ号は1618年4月2日（元和4年3月7日）にアカプルコを出航した。この他には、フィリピン総督として新たに着任するアロンソ・ファハルドが同乗した。一行は1618年8月10日（元和4年6月20日）にルソンのマニラに到着したが、そこでサン・ファン・バウティスタ号はオランダへの防衛を固めていたスペインに半ば強制的に買収された。

### その後
サン・ファン・バウティスタ号のその後は不明であり、スペイン艦としてミンダナオ島方面へ向かったなど複数の説がある。2018年にはアメリカの奴隷史研究を行う『Project 1619』に参加している歴史家の調査により、奴隷貿易に関わっていたという説が提唱された。
使節団は約2年のマニラ滞在後、別の船で、1620年8月下旬、長崎へ到着。1620年9月20日（元和6年8月24日）、丸7年振りに仙台へ帰国した。一行が帰還した時、日本の情勢は出発前のそれと大きく変化しており、キリシタン弾圧が始まるなど、鎖国に向かっていた。これらの情勢の変化により、使節の目的だった外国との貿易協定も実現しなかった。支倉常長は帰国後まもなく病死し、ソテロは日本に密入国したために処刑され殉教した。
航海と訪欧の記録については、航海日誌を筆頭に全て帰国前に廃棄されており、日本側に支倉使節団とサン・ファン・バウティスタ号の航海に関する公的記録文書は残らなかった。バチカンの教皇庁宝物館には、伊達政宗が「奥州王」の名で送った親書が今も保管されている。この伊達政宗親書や、支倉常長がローマやイスパニア、フィリピンなどから持ち帰った品々などが仙台市博物館に保管・展示されており、それらの慶長遣欧使節資料はのちに歴史資料としては日本で初めて国宝に指定された。

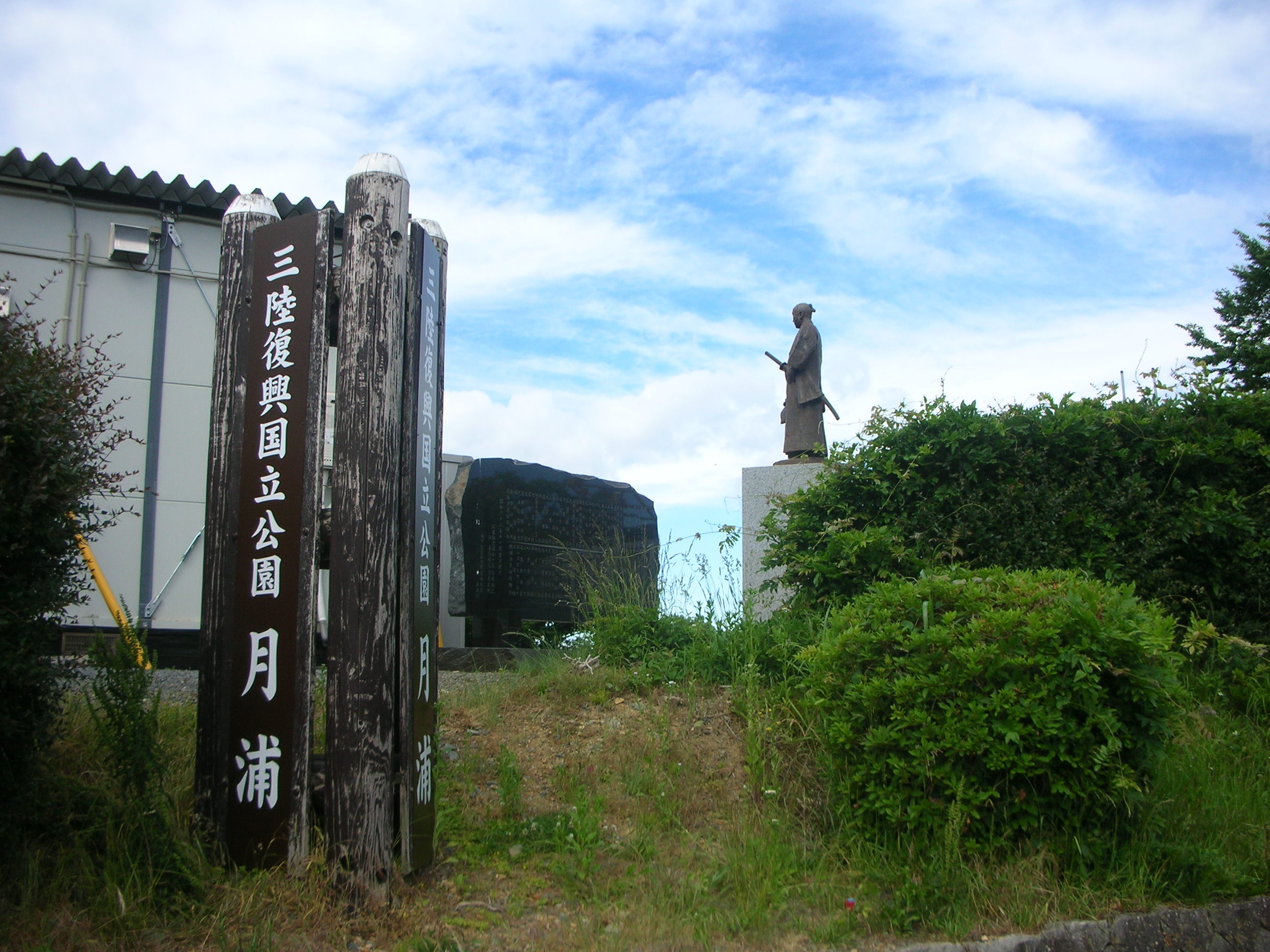
月浦にある、支倉常長の像。

現在、サン・ファン・バウティスタ号が出港した月浦には、常長像（北緯38度22分54.5秒 東経141度25分49.4秒 / 北緯38.381806度 東経141.430389度）や出帆の地の記念碑が設置されている。

## 復元船

### 復元
宮城県では、昭和末期に有識者会議がサン・ファン・バウティスタ号の復元に関する提言をまとめていた。この構想は平成の時代になって進展し、1990年（平成2年）の末に復元準備会が設立された。復元は宮城県を挙げての県民運動となり、復元に対して5億6,000万円の募金が集まった。サン・ファン・バウティスタ号の正確な設計図は残っていなかったが、仙台藩の史料『伊達治家記録』にサン・ファン・バウティスタ号の規模や帆柱について記録があり、これをもとに現代の造船工学でシミュレーションを行うことで、船の復元が行われることになった。この際に問題になったのが、史料の中の「一間」の実寸である。一間の長さは時代や地域により変遷があり、単純には長さを決められなかった。史料に現れる一間は仙台藩の尺貫法によるものと判断され、一間は 6尺5寸として計算された。これにより復元船の規模は、全長55.35メートル、全幅11.25メートル、吃水約3.8メートルとなった。
1992年（平成4年）4月17日に起工式が執り行われ、宮城県石巻市中瀬の村上造船で復元船の建造が始まった。復元船の進水式は出帆380周年にあたる1993年（平成5年）5月22日に行われた。ヤマニシ造船所での艤装を経て、復元船は石巻漁港に仮係留されて、竣工式が行われた。復元費用は約17億円だった。その後、復元船は仙台港での公開のために、咸臨丸の復元船の伴走を受けながら、初の外洋航行を行った。さらに、気仙沼港や東京湾へ曳航され、公開された。復元船は石巻に戻り、1996年（平成8年）8月10日に石巻市渡波に開館したテーマパーク「宮城県慶長使節船ミュージアム」（サン・ファン館。北緯38度24分28.5秒 東経141度22分8.7秒）に係留・展示された。
2011年（平成23年）3月11日の東北地方太平洋沖地震（東日本大震災）では、押し寄せた津波が復元船の周囲を囲むドック棟を呑み込み、建物を破壊して展示物の多くを流失させた。このとき復元船は津波を乗り越えたために外板の一部破損で済んだが、同年4月27日深夜から翌28日早朝にかけての暴風により、3本あるマストのうち、フォアマスト（28メートル）が根元から折れ、真ん中にあるメインマスト（32メートル）の上部3分の1ほどから折れた。宮城県は、2011年度補正予算でドック棟の復旧費に3億5,800万円、復元船の修復費に2億1,200万円を計上し、復旧と修復が行われた。修復にあたっては、フォアマスト用の10メートルから15メートルのベイマツ4本およびメインマスト用の14メートルのスギ1本が、カナダブリティッシュコロンビア州の製材会社ウェスタン・フォレスト・プロダクツ社（Western Forest Products）から寄贈された。サン・ファン・バウティスタ号や施設の修復は2013年（平成25年）に完了し、サン・ファン館は同年11月に再オープンした。

### 解体
2016年（平成28年）の調査で、東日本大震災の津波の影響で船体が歪んでいることが判り、主要な部材やマストに腐食が進行しているため寿命は5年ほどとされ、2017年（平成29年）3月から乗船は禁止されている。今後については2021年（令和3年）3月に展示を終了し、その後に解体することが確定した。
2021年6月23日、市民団体が「十分に保存方法を検討せずに解体するのは違法」などとして、解体費用に係る公金支出差し止めを求める訴訟を起こした。
宮城県は2021年11月10日から解体工事に着手し始め、船体とドックをつなぐ連絡橋が撤去された。2021年12月中旬にかけてマストを撤去し、本格的な船体の解体は年明けの2022年以降となる。
解体中に映画『レジェンド&バタフライ』のロケに使用するため美術スタッフにより一部が改造されている。

### 後継船
宮城県では2021年度内に解体工事を完了し、2022年度から2023年度にかけて大きさが4分の1の繊維強化プラスチック（FRP）製の後継船を建造。2024年（令和6年）10月26日にリニューアルオープンする。